# 布倫努斯
布倫努斯或譯布雷努斯（法語：Brennus；？-前390年），是古凱爾特高盧文化塞农人部落酋長。

## 生平
前391年，塞農人部落於首領布倫努斯的帶領下，入侵伊特魯里亞並包圍克魯溪烏姆。克魯西人向羅馬共和國求援，而他們的介入，違背中立協議，導致雙方的戰爭。羅馬人在阿里亞之戰中被擊敗(前390年7月18日)。
公元前390年，布雷努斯曾率高盧人領部隊攻下了羅馬城，洗劫了許多財物。